# فأر الجندب
فأر الجندب (بالإنجليزية : grasshopper mice )، نوع من فئران شمالي أمريكا وأستراليا. تتمتع هذه الفئران بمناعة ضد السم ومن وجباتها العقارب، وعناكب الرتيلاء، وأم أربعة وأربعين، وغيرها من الحشرات. إضافة إلى شهيته لأكل اللحوم يتميز هذا الفأر بصوت خاص.